# خورشیدگرفتگی ۱۸ نوامبر ۱۸۰۸
خورشیدگرفتگی ۱۸ نوامبر ۱۸۰۸ (به انگلیسی: Solar eclipse of 18 November 1808) یک خورشیدگرفتگی از نوع خورشیدگرفتگی جزئی بود. این خورشیدگرفتگی در تاریخ  ۱۸ نوامبر ۱۸۰۸ روی داد که زمان اوج آن، ساعت ۲:۳۰:۰۳ به‌وقت ساعت هماهنگ جهانی بوده‌است.